# Seventh Son of a Seventh Son
Seventh Son of a Seventh Son (от английски – „Седмият син на седмия син“) е седмият студиен албум на британската метъл група Айрън Мейдън. Това е последният албум за Ейдриън Смит до 2000 г. когато се завръща за Brave New World (въпреки това написва песен, която Брус Дикинсън довършва за следващия албум).
SSOASS е един от най-популярните албуми на групата. Поне три от парчетата (Seventh Son of a Seventh Son, The Prophecy и The Clairvoyant) могат да бъдат пряко свързани с романа на писателя Орсън Скот Кард „Седмият син“. Интерпретациите на останалите парчета показват, че това е още един концептуален албум на групата.
В музикално отношение SSOASS развива стилът от Somewhere in Time. Текстовете се развиват в същата посока – мистицизъм, магии и окултизъм. В албума също така продължават да се използват две водещи китари. Много от музикалните и текстовите белези на албумите от The Number of the Beast до Seventh Son of a Seventh Son са запазена марка на Айрън Мейдън и за това периодът от 1982 – 1988 се смята за „класически“ период на групата.
Албумът дебютира на първо място в британските класации и на дванадесето в САЩ, а синглите Can I Play with Madness, The Evil That Men Do, The Clairvoyant (live) и Infinite Dreams(live) достигат съответно 3, 5, 6 и 6.

## Състав
- Брус Дикинсън – вокали
- Дейв Мъри – китара
- Ейдриън Смит – китара, беквокали
- Стив Харис – бас, беквокали
- Нико Макбрейн – барабани

## Място в класациите
- Великобритания – 1
- Чехия – 2
- Швеция – 3
- Нова Зеландия – 3
- Австралия – 6
- САЩ – 12

## Продажби
- Платинен в Канада;
- Златен в Германия и Швейцария.